# Moody's Investors Service
Moody's Investors Service, muitas vezes referido como Moody's, é uma subsidiária de classificação de crédito de títulos da Moody's Corporation, representando a linha de negócios tradicional da empresa e seu nome histórico. O Moody's Investors Service fornece pesquisa financeira internacional sobre títulos emitidos por entidades comerciais e governamentais. A Moody's, juntamente com a Standard & Poor's e Fitch Group, é considerada uma das três grandes agências de classificação de crédito.
A empresa classifica a capacidade creditícia dos tomadores de empréstimos usando uma escala de classificação padronizada que mede a perda esperada do investidor em caso de inadimplência. O Moody's Investors Service classifica títulos de dívida em vários segmentos do mercado de títulos. Isso inclui títulos governamentais, municipais e corporativos; investimentos gerenciados, como fundos do mercado monetário e fundos de renda fixa; instituições financeiras, incluindo bancos e empresas financeiras não bancárias; e classes de ativos em finanças estruturadas. No sistema de classificação da Moody's Investors Service, os títulos e valores mobiliários recebem uma classificação de Aaa a C, sendo Aaa a mais alta qualidade e C a mais baixa qualidade.
A Moody's foi fundada por John Moody em 1909 para produzir manuais de estatísticas relacionadas a ações e títulos e classificações de títulos. Em 1975, a empresa foi identificada como uma Organização de Classificação Estatística Reconhecida Nacionalmente (NRSRO) pela Comissão de Títulos e Câmbio dos Estados Unidos. Após várias décadas de propriedade da Dun & Bradstreet, a Moody's Investors Service tornou-se uma empresa separada em 2000. A Moody's Corporation foi estabelecida como uma holding.

## Papel no mercado de capitais
Juntas, às vezes são chamadas de Três Grandes agências de classificação de crédito. Embora as agências de classificação de crédito às vezes sejam vistas como intercambiáveis, a Moody's, a S&P e a Fitch classificam os títulos de maneira diferente; por exemplo, a S&P e a Fitch Ratings medem a probabilidade de inadimplência de um título, enquanto as classificações da Moody's procuram medir as perdas esperadas em caso de inadimplência. Os três operam em todo o mundo, mantendo escritórios em seis continentes e avaliando dezenas de trilhões de dólares em títulos. No entanto, apenas a Moody's Corporation é uma empresa independente.
A Moody's Investors Service e seus concorrentes próximos desempenham um papel fundamental nos mercados de capitais globais como três fornecedores suplementares de análise de crédito para bancos e outras instituições financeiras na avaliação do risco de crédito de determinados títulos. Essa forma de análise de terceiros é particularmente útil para investidores menores e menos sofisticados, bem como para todos os investidores usarem como uma comparação externa para seus próprios julgamentos.
As agências de classificação de crédito também desempenham um papel importante nas leis e regulamentos dos Estados Unidos e de vários outros países, como os da União Europeia. Nos Estados Unidos, suas classificações de crédito são usadas em regulamentação pela Comissão de Valores Mobiliários dos Estados Unidos como Organizações de Classificação Estatística Nacionalmente Reconhecidas (NRSROs) para uma variedade de finalidades regulatórias. Um dos efeitos do uso regulatório foi permitir que empresas de classificação mais baixa vendessem dívida de títulos pela primeira vez; suas classificações mais baixas apenas os distinguiam das empresas de classificação mais alta, em vez de excluí-las por completo, como tinha sido o caso. No entanto, outro aspecto do uso mecânico de classificações pelas agências reguladoras tem sido reforçar os efeitos "pró-cíclicos" e "precipícios" de rebaixamentos. Em outubro de 2010, o Conselho de Estabilidade Financeira (FSB) criou um conjunto de "princípios para reduzir a dependência" das agências de classificação de crédito nas leis, regulamentos e práticas de mercado dos países membros do G20. Desde o início dos anos 90, a SEC também utilizou as classificações da NRSRO para medir o papel comercial dos fundos do mercado monetário.
A SEC designou sete outras empresas como NRSROs, incluindo, por exemplo, a AM Best, que se concentra nas obrigações das companhias de seguros. As empresas com as quais a Moody's compete em áreas específicas incluem a empresa de pesquisa de investimentos Morningstar, Inc. e editores de informações financeiras para investidores como Thomson Reuters e Bloomberg LP.
Especialmente desde o início dos anos 2000, a Moody's frequentemente disponibiliza seus analistas para jornalistas e emite declarações públicas regulares sobre condições de crédito. A Moody's, como a S&P, organiza seminários públicos para educar os emissores iniciantes sobre as informações que ela usa para analisar títulos de dívida.
A Moody's comprou uma participação de controle na "empresa de dados de risco climático" Four Twenty Seven em 2019.

## Classificações de crédito da Moody's
De acordo com a Moody's, o objetivo de suas classificações é "fornecer aos investidores um sistema simples de gradação pelo qual a credibilidade futura futura dos títulos possa ser avaliada". Para cada uma de suas classificações de Aa a Caa, a Moody's acrescenta modificadores numéricos 1, 2 e 3; quanto menor o número, maior a classificação. Aaa, Ca e C não são modificados dessa maneira. Como a Moody's explica, suas classificações "não devem ser interpretadas como recomendações", nem pretendem ser a única base para decisões de investimento. Além disso, suas classificações não se referem ao preço de mercado, embora as condições de mercado possam afetar o risco de crédito.
| Classificações de crédito da Moody's | Classificações de crédito da Moody's | Classificações de crédito da Moody's                                                      |
| Grau de investimento                 | Grau de investimento | Grau de investimento                                                                      |
| Avaliação                            | Classificações de longo prazo | Classificações de curto prazo                                                             |
| ------------------------------------ | --- | ----------------------------------------------------------------------------------------- |
| Aaa                                  | Classificada como da mais alta qualidade e menor risco de crédito.                                                                                         | Prime-1 Melhor capacidade de pagamento de dívida de curto prazo                           |
| Aa1                                  | Classificado como de alta qualidade e risco de crédito muito baixo.                                                                                        | Prime-1 Melhor capacidade de pagamento de dívida de curto prazo                           |
| Aa2                                  | Classificado como de alta qualidade e risco de crédito muito baixo.                                                                                        | Prime-1 Melhor capacidade de pagamento de dívida de curto prazo                           |
| Aa3                                  | Classificado como de alta qualidade e risco de crédito muito baixo.                                                                                        | Prime-1 Melhor capacidade de pagamento de dívida de curto prazo                           |
| A1                                   | Classificado como grau médio-alto e baixo risco de crédito.                                                                                                | Prime-1 Melhor capacidade de pagamento de dívida de curto prazo                           |
| A2                                   | Classificado como grau médio-alto e baixo risco de crédito.                                                                                                | Prime-1/Prime-2 Melhor capacidade ou alta capacidade para pagar dívidas de curto prazo    |
| A3                                   | Classificado como grau médio-alto e baixo risco de crédito.                                                                                                | Prime-1/Prime-2 Melhor capacidade ou alta capacidade para pagar dívidas de curto prazo    |
| Baa1                                 | Classificada como média, com alguns elementos especulativos e risco de crédito moderado.                                                                   | Prime-2 Alta capacidade de pagamento de dívidas de curto prazo                            |
| Baa2                                 | Classificada como média, com alguns elementos especulativos e risco de crédito moderado.                                                                   | Prime-2/Prime-3 Alta capacidade ou capacidade aceitável para pagar dívidas de curto prazo |
| Baa3                                 | Classificada como média, com alguns elementos especulativos e risco de crédito moderado.                                                                   | Prime-3 Capacidade aceitável para pagar dívidas de curto prazo                            |
| Grau especulativo                    | |                                                                                           |
| Avaliação                            | Classificações de longo prazo | Classificações de curto prazo                                                             |
| Ba1                                  | Julga ter elementos especulativos e um risco de crédito significativo.                                                                                     | Not Prime Não se enquadre em nenhuma das categorias principais                            |
| Ba2                                  | Julga ter elementos especulativos e um risco de crédito significativo.                                                                                     | Not Prime Não se enquadre em nenhuma das categorias principais                            |
| Ba3                                  | Julga ter elementos especulativos e um risco de crédito significativo.                                                                                     | Not Prime Não se enquadre em nenhuma das categorias principais                            |
| B1                                   | Considerado especulativo e com alto risco de crédito. | Not Prime Não se enquadre em nenhuma das categorias principais                            |
| B2                                   | Considerado especulativo e com alto risco de crédito. | Not Prime Não se enquadre em nenhuma das categorias principais                            |
| B3                                   | Considerado especulativo e com alto risco de crédito. | Not Prime Não se enquadre em nenhuma das categorias principais                            |
| Caa1                                 | Classificado como de baixa qualidade e risco de crédito muito alto.                                                                                        | Not Prime Não se enquadre em nenhuma das categorias principais                            |
| Caa2                                 | Classificado como de baixa qualidade e risco de crédito muito alto.                                                                                        | Not Prime Não se enquadre em nenhuma das categorias principais                            |
| Caa3                                 | Classificado como de baixa qualidade e risco de crédito muito alto.                                                                                        | Not Prime Não se enquadre em nenhuma das categorias principais                            |
| Ca                                   | Considerado altamente especulativo e com probabilidade de estar próximo ou inadimplente, mas com alguma possibilidade de recuperação de principal e juros. | Not Prime Não se enquadre em nenhuma das categorias principais                            |
| C                                    | Classificada como a mais baixa qualidade, geralmente em default e com baixa probabilidade de recuperação de principal ou juros.                            | Not Prime Não se enquadre em nenhuma das categorias principais                            |

## Controvérsias

### Downgrades públicos
A Moody's, juntamente com as outras principais agências de classificação de crédito, é frequentemente alvo de críticas de países cuja dívida pública é rebaixada, geralmente reivindicando um aumento no custo dos empréstimos como resultado do rebaixamento. Exemplos de rebaixamentos de dívida soberana que atraíram significativa atenção da mídia na época incluem a Austrália nos anos 80, o Canadá e o Japão nos anos 90, a Tailândia durante a crise financeira asiática de 1997 e Portugal em 2011 após a crise da dívida pública na Europa.

### Classificações não solicitadas
Ocasionalmente, a Moody's enfrenta litígios de entidades cujos títulos classificou de forma não solicitada e investigações relacionadas a essas classificações não solicitadas. Em outubro de 1995, o distrito escolar de Condado de Jefferson, Colorado, processou a Moody's, alegando que a atribuição não solicitada de uma "perspectiva negativa" para uma emissão de títulos de 1993 foi baseada no fato do Condado de Jefferson ter selecionado a S&P e a Fitch para fazer sua classificação. A classificação da Moody's elevou o custo de emissão para o condado de Jefferson em 769 mil dólares. A Moody's argumentou que sua avaliação era "opinativa" e, portanto, constitucionalmente protegida; o tribunal concordou e a decisão foi confirmada em recurso.
Em meados dos anos 90, a divisão antitruste do Departamento de Justiça dos EUA abriu uma investigação para determinar se as classificações não solicitadas representavam um exercício ilegal do poder de mercado, no entanto, a investigação foi encerrada sem acusações antitruste. A Moody's apontou que atribuiu classificações não solicitadas desde 1909 e que essas classificações são a "melhor defesa do mercado contra a compra de classificações" pelos emissores. Em novembro de 1999, a Moody's anunciou que começaria a identificar quais classificações não foram solicitadas como parte de um movimento geral em direção a uma maior transparência. A agência enfrentou uma queixa semelhante em meados da década de 2000 da Hannover Re, uma seguradora alemã que perdeu 175 milhões de dólares em valor de mercado quando seus títulos foram baixados para o status de "lixo". Em 2005, as classificações não solicitadas estavam no centro de uma intimação da promotoria geral de Nova Iorque sob o comando de Eliot Spitzer, mas, novamente, nenhuma acusação foi registrada.
Após a crise financeira de 2008, a SEC adotou novas regras para o setor de agências de classificação, incluindo uma para incentivar classificações não solicitadas. O objetivo da regra é neutralizar possíveis conflitos de interesse no modelo de emissor-pagador, garantindo uma "gama mais ampla de pontos de vista sobre a capacidade creditícia" de um título ou instrumento.

## Global Credit Research
Em março de 2013, a Moody's Investors Service publicou seu relatório intitulado Cash Pile Grows 10% to $1.45 Trillion; Overseas Holdings Continue to Expand em sua série Global Credit Research, na qual examinaram as empresas classificadas no setor corporativo não financeiro dos Estados Unidos (NFCS). Segundo o relatório, até o final de 2012, o NFCS dos Estados Unidos possuía "1,45 trilhão de dólares em dinheiro", 10% a mais do que em 2011. No final de 2011, o NFCS dos Estados Unidos possuía 1,32 trilhão de dólares em dinheiro, o que já era um nível recorde. "Dos 1,32 trilhão de dólares para todas as empresas classificadas, a Moody's estima que 840 bilhões de dólares, ou 58% do total em dinheiro, sejam mantidos no exterior".